# (3821) Sonet
(3821) Sonet est un astéroïde de la ceinture principale.

## Description
(3821) Sonet est un astéroïde de la ceinture principale. Il fut découvert le 6 septembre 1985 à La Silla par Henri Debehogne. Il présente une orbite caractérisée par un demi-grand axe de 3,24 UA, une excentricité de 0,19 et une inclinaison de 0,6° par rapport à l'écliptique.

## Compléments